# Spadmussling
Spadmussling, Hohenbuehelia petaloides är en svampart som först beskrevs av Pierre Bulliard som Agaricus petaloides 1785, och fördes till Hohenbuehelia  av Stephan Schulzer von Müggenburg 1866.
Arten är reproducerande i Sverige.